# Rupt-sur-Moselle
Rupt-sur-Moselle è un comune francese di 3 658 abitanti situato nel dipartimento dei Vosgi nella regione del Grande Est.

## Società

### Evoluzione demografica
Abitanti censiti